# 李如龙
李如龙（1936年—），福建南安人，中国著名语言学家。现为厦门大学人文学院、厦大海外教育学院教授及博士、研究生导师，并担任国务院学位委员会中文学科评议组成员、福建省语言学会会长等职务。
李如龙对闽语、客家语、赣语的调查、比较研究，东南方言语法的比较研究等都有突破性成果，对汉语音韵学、地名学、词汇学、社会语言学和应用语言学等方面也有重要贡献。

## 生平
李如龙出生在福建省南安县（今福建泉州南安市），其母语是闽南语。后来在厦门大学中文系念书的时候，发现了各地闽南语的差异，对此非常感兴趣，因此选定了方言和语言学作为研究方向。
1957年毕业后，他留在厦门大学任教，期间参加了政府组织的全国方言普查，对闽南语和闽西客家语进行田野调查。1960年到1963年期间，他负责组织编写《福建省汉语方言概况》。通过调查研究，调查组发现闽语的“闽南闽北分区法”存在错误，他与潘茂鼎、梁玉璋、张盛裕、陈章太共同撰写《关于福建方言的分区》一文，发表在《中国语文》杂志上。这一篇文章推翻了长期以来的“闽南闽北分区法”，提出把闽语重新划分为闽北、闽中、闽东、闽南、莆仙五个区。
1973年，李如龙被调往福建师范大学任教。在此期间，他调查闽东和闽北各地的方言。他跑遍了福建各县市，调查了近百个方言点。他也为福建许多县市撰写了方言志。他与陈章太合著《论闽方言的一致性》和《论闽方言内部的主要差异》两篇论文，发表在《中国语言学报》上，使得闽语的五区分区法获得语言学界的广泛接受。1987年起，开始招收方言学硕士生，并带队调查了客赣方言。
1993年，李如龙被调往暨南大学执教，组织调查东南亚华人社区语言、广东省方言等课题，并因此被评为博士生导师。1997年起，担任国务院第四届学位委员会中文学科评议组成员。1998年调回厦门大学担任中文系教授，被汕头大学、福建师范大学、河北师范大学、北京语言文化大学、北京广播学院、暨南大学、黑龙江大学、华中理工大学、华中师范大学、南京师范大学、河北大学、南开大学、武汉大学和中国人民大学聘为兼职教授，并曾多次出境讲学。同年，获得北京大学王力语言学奖和教育部普通高校第二届人文社会科学研究成果奖。
2000年筹建厦门大学汉语语言学研究中心。他现在担任厦门大学汉语语言学研究中心主任、厦大学术委员会委员、语文工作委员会副主任、学术期刊《海外华文教育》编委、《中国语文》审稿专家、国家汉办孔子学院总部厦门大学汉语国际推广南方基地顾问等职务。

## 主要著作
- 《闽语研究》（主要作者，与陈章太共著，1991）
- 《客赣方言调查报告》（主要作者，与张双庆、万波、邵宜、练春招共著，1992）
- 《汉语方言及方言调查》（主要作者，与黄家教、詹伯慧、许宝华共著，1991）
- 《福建方言》（1997）
- 《汉语地名学论稿》（1998）
- 《方言与音韵论集》（1996）
- 《方言学应用研究文集》
- 《建瓯方言词典》（1997）
- 《汉语方言学》（2001）
- 《汉语方言的比较研究》（2001）
- 《东南亚华人语言研究》（2000）
- 《动词谓语句》（1997）
- 《福建省志·方言志》（副主编，1998）
- 《客家方言研究》（1998）
- 《汉语应用研究》（2004）